# WEG Equipamentos Elétricos
WEG Equipamentos Elétricos S. A. ist ein Unternehmen aus Brasilien mit Unternehmenssitz in Jaraguá do Sul im Bundesstaat Santa Catarina. Das Unternehmen ist im Finanzindex IBOVESPA gelistet.
WEG wurde am 16. September 1961 durch Werner Ricardo Voigt, Eggon Joao da Silva und Geraldo Werninghaus unter dem Unternehmensnamen (Firma) Eletromotores Jaraguá gegründet. Die gegenwärtige Firma entstand in späteren Jahren aus den Anfangsbuchstaben der Unternehmensgründer.
WEG produziert Elektromotoren und verkauft diese weltweit in rund 100 Länder. Zum Unternehmen gehören sieben Hauptwerke in Brasilien – São Paulo, São Bernardo do Campo, Guarulhos, Manaus, Guaramirim, Blumenau und zwei Werke in Jaraguá do Sul – sowie zwei Werke in Argentinien und je eines in Mexiko, Portugal und China.